# Котекино

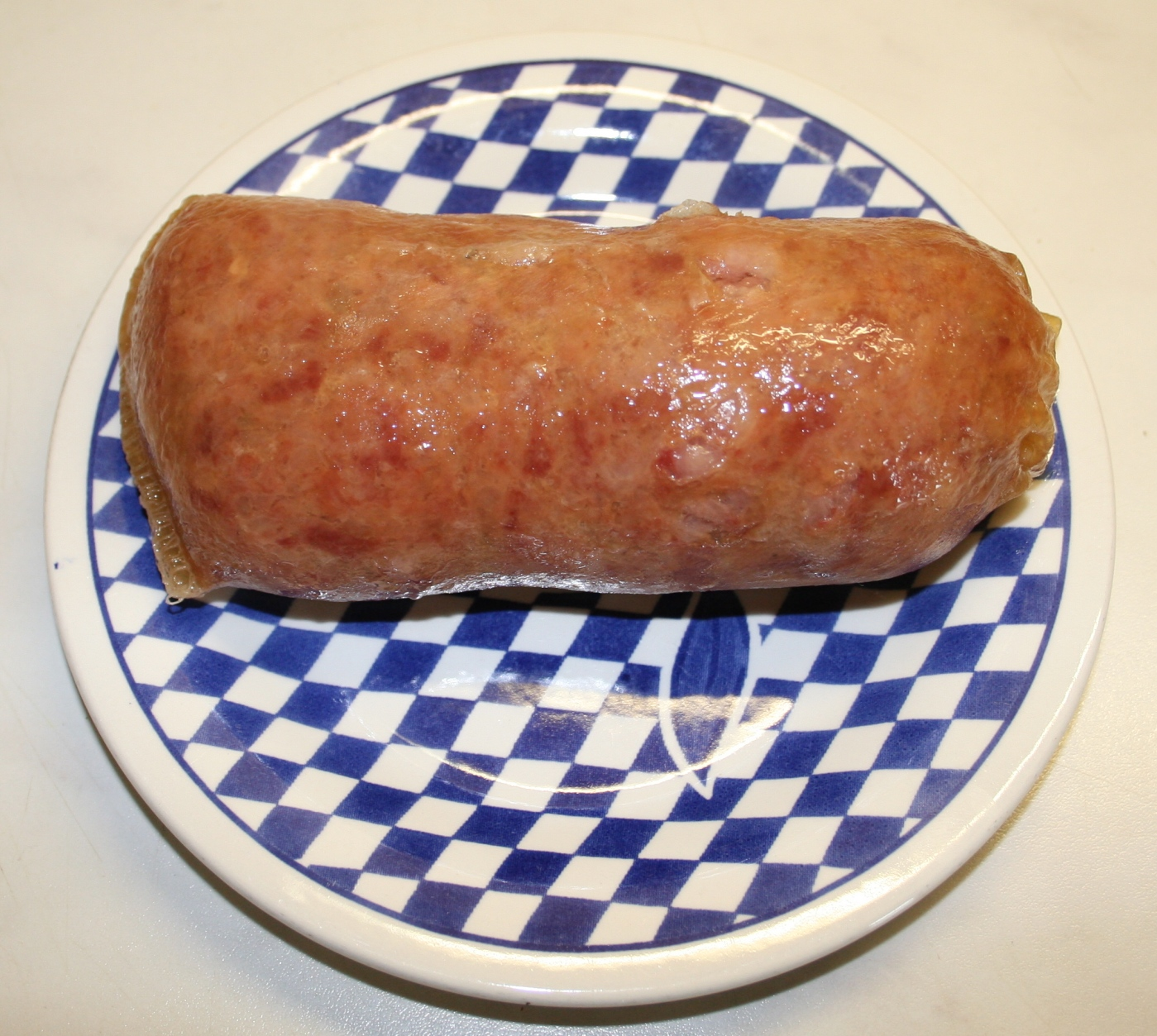
Готовый котекино

Котекино (итал. Cotechino от cotenna — «свиная кожа с остатками шпига») — жирные пряные сардельки из свинины со свиной кожей, кулинарный специалитет ряда регионов Северной Италии. Наряду с фаршированными свиными ножками дзампоне котекино — составная часть боллито мисто, итальянского ассорти из отварного мяса.
Для приготовления фарша для котекино используют свиную шейку, маску свиной головы, немного нежирной свинины и шпиг, которые после измельчения обильно приправляют перцем, специями и солью и набивают в свиные кишки. Затем до поступления в продажу котекино подвяливают. Котекино едят горячим, перед употреблением его прокалывают вилкой в нескольких местах или заворачивают в тканевое полотенце и проваривают на медленном огне в течение 2—3 часов.